# Никола Хећимовић Брација
Никола Хећимовић Брација (Буковац, код Госпића, 3. новембар 1920 — између Слуња и В. Кладуше, 26. фебруар 1944), учесник Народноослободилачке борбе и народни херој Југославије.

## Биографија
Рођен је 3. новембра 1920. године у селу Буковац, код Госпића. До 1941. године бавио се земљорадњом у селу и повремено ишао на сезонске послове. Припадао је левом крилу Хрватске сељачке странке (ХСС) и посебно се истицао као противник франковаца, а затим и усташа.
Крајем 1941. године, ступио је у партизански одред „Љубово“. У исто време, примљен је за члана Комунистичке партије Југославије (КПЈ). Када је крајем године од његовог одреда и нових бораца формиран Коренички батаљон „Огњен Прица“, постао је борац у његовој Другој чети.
Учествовао је у борбама против Италијана код Коренице, а истакао се приликом напада на италијанску посаду у Доњем Лапцу, 27. фебруара 1942. године. У нападу је бомбама разнео један бункер и у утврђеној згради запленио радио-станицу. Истакао се и следећег месеца приликом партизанског напада на италијанску посаду у Србу. Био је део јуришне групе Другог батаљона, која је покушала да освоји школу у којој су се Италијани били утврдили.
По задатку Окружног комитета КПХ за Лику, у лето 1942. године, пребачен је из батаљона „Огњен Прица“ у Косињ, где су тада били формирани Косињски батаљон „Матија Губец“ и Четврти лички партизански одред. Брација је био постављен за политичког комесара Друге чете батаљона „Матија Губец“. Радио је на активирању хрватског становништва у Народноослободилачкој борби и стварању братства и јединства између хрватског и српског народа у том делу Лике.
По одлуци Окружног комитета КПХ за Лику, 1943. године био је повучен из војне јединице и постављен за секретара Котарског комитета КПХ за котар Перушић. Почетком 1944. године, упућен је на партијски курс, који се одржавао у Топуском. Враћајући се с курса, погинуо је несрећним случајем, 26. фебруара 1944, на путу између Велике Кладуше и Слуња.
Указом Президијума Народне скупштине Федеративне Народне Републике Југославије, 20. децембра 1951. године, проглашен је за народног хероја Југославије.